# Christian Ahrens (Ruderer)
Christian „Chris“ Ahrens (* 24. Juli 1976 in Iowa City) ist ein ehemaliger US-amerikanischer Ruderer, der Olympiasieger im Achter und viermaliger Weltmeister war.
Der 1,95 m große Ahrens gewann bei den Ruder-Weltmeisterschaften 1995 den Titel im Vierer mit Steuermann. Diese Bootsklasse war allerdings nach achtzig Jahren vor den Olympischen Spielen 1996 zugunsten des Leichtgewichts-Ruderns aus dem olympischen Programm genommen worden. 1997 wechselte Ahrens als Schlagmann in den US-Achter, der bei den Ruder-Weltmeisterschaften 1997, 1998 und 1999 den Titel gewann. Bei den Olympischen Spielen 2000 war Ahrens nicht mehr Schlagmann, sondern saß an drittletzter Stelle im Boot. Der US-Achter konnte 2000 seine Siegesserie nicht fortsetzen, sondern erreichte nur den fünften Platz.
Nach vier Jahren Pause vom internationalen Rudergeschehen kehrte Ahrens für die Olympischen Spiele 2004 zurück in den US-Achter, wo er nun auf der dritten Position von vorn eingesetzt wurde. Der US-Achter hatte während der Ruderpause von Christian Ahrens 2002 Bronze und 2003 Silber bei den Weltmeisterschaften gewonnen. Bei der Olympiaregatta 2004 gewann der Achter mit Ahrens die Goldmedaille, die erste Goldmedaille für den US-Achter seit 1964.
Ahrens ist Absolvent der Princeton University. Nach seiner sportlichen Karriere arbeitete er für die Investmentfirma One Equity Partners.